# 上海攤販事件
上海摊贩事件是1946年11月30日发生在上海的一次摊贩请愿示威事件，最後以當局釋放被捕的攤販並道歉告終。

## 事件經過
1946年7月上海市政府以设摊有碍市容，妨碍交通为由，命令只准在指定地点设摊，8月2日有下令在上海市第一区于8、9、10月内禁止设摊，8月第一区警察开始拘捕摊贩，并没收货物，結果以中共地下党员王振煊为首的16名摊贩组成第一区摊贩委员会，致信上海市政府，要求收回禁止设摊的规定，并释放在押摊贩，归还被没收货物。市政府不予理睬。
8月28日，1万5千名摊贩在汉口路集合，前往市政府请愿，中途被军警阻挡，拐向市立公共体育场，决定另派代表请愿，然后解散。
11月27日，第一区警察出动，抓捕摊贩。30日，3千多名摊贩和被押摊贩家属聚集在第一区警察分局要求放人，发生肢体冲突。到晚8点，得到释放全体被押摊贩诺言，方才散去。
但是上海市政府没有兑现诺言，而在12月1日全市戒严。5千多名摊贩再度集合包围第一区分局，并與军警发生激烈冲突。同日舆论对事件做了广泛报道，各界纷纷支持摊贩维护权利，谴责当局的暴行，12月2日，摊贩代表再度到市政府请愿，市政府被迫收回取缔摊贩的成命，警察局长宣铁吾向受伤者作公开道歉，并答应撤换第一区分局局长的职务，宣布释放被捕的摊贩，发还没收的货物。